# 和歌山県道220号岩田保呂線
和歌山県道220号岩田保呂線（わかやまけんどう220ごう いわだほろせん）は、和歌山県西牟婁郡上富田町から西牟婁郡白浜町に至る一般県道である。

## 概要
西牟婁郡上富田町岩田から西牟婁郡白浜町内ノ川に至る。

### 路線データ
- 起点：和歌山県西牟婁郡上富田町岩田（和歌山県道219号下川上牟婁線交点）
- 終点：和歌山県西牟婁郡白浜町内ノ川（郵便橋東詰交差点、国道42号交点）
- 実延長：4.267 km

## 歴史
- 1959年（昭和34年）5月14日 - 和歌山県が一般県道として岩田保呂線を認定[1]。
- 2023年（令和5年）8月10日 - 西牟婁郡上富田町生馬地内の山王橋が供用[2]。

## 路線状況

### 道路施設

#### 橋梁
- 山王橋（生馬川、西牟婁郡上富田町）

## 地理

### 通過する自治体
- 和歌山県
  - 西牟婁郡上富田町 - 西牟婁郡白浜町

### 交差する道路
| 交差する道路                 | 市町村名 | 市町村名 | 交差する場所 | 交差する場所            |
| ---------------------------- | -------- | -------- | ------------ | ----------------------- |
| 和歌山県道219号下川上牟婁線  | 西牟婁郡 | 上富田町 | 岩田         | 起点                    |
| 和歌山県道36号上富田すさみ線 | 西牟婁郡 | 上富田町 | 生馬         |                         |
| 国道42号                     | 西牟婁郡 | 白浜町   | 内ノ川       | 郵便橋東詰交差点 / 終点 |

### 沿線
- 富田川